# Sturludóttir
Sturludóttir ist ein weiblicher isländischer Name.

## Herkunft und Bedeutung
Der Name ist ein Patronym und bedeutet Sturlas Tochter. Die männliche Entsprechung ist Sturluson  (Sturlas Sohn).

## Namensträgerinnen
- Margrét Kara Sturludóttir (* 1989), isländische Basketballspielerin
- Thea Imani Sturludóttir (* 1997), isländische Handballspielerin